# Kazimirjeva kapela v stolnici, Vilna
Kapela svetega Kazimirja je kapela, posvečena sv. Kazimirju v  stolnici v Vilni. Kapela je bila zgrajena v letih 1623–36, potem ko je bil knez Kazimir (1458–1484) kanoniziran za svetnika. Zgradili in okrasili so jo v baročnem slogu italijanski kiparji in arhitekti po naročilu poljskega kralja in velikega vojvode Litve Sigismunda III. Vasa. Osrednji del kapele je oltar iz umetnega marmorja, v katerem je srebrni sarkofag z Kazimirjevimi ostanki in slika Triroki sv. Kazimir.

## Zgodovina
Princ Kazimir je bil drugi najstarejši sin poljskega kralja in velikega kneza Litve Kazimirja IV. in madžarske kraljice Elizabete Habsburg. Potem ko je bil njegov starejši brat Vladislav leta 1471 izvoljen za češkega kralja, je Kazimir postal očitni dedič. Vendar se je osredotočil na predanost Bogu in postal znan po svoji pobožnosti. Zbolel je (najverjetneje za tuberkulozo) in umrl pri starosti 25 let. Princ Kazimir je bil pokopan v kripti pod kapelo, ki jo je njegov oče rezerviral za kraljevo družino. Bil je prvi pokop v tej kapeli. Je levo od vhoda in je po škofu Evstahiju Wołłowiczu danes znana kot Wołłowiczeva kapela. Drugi družinski člani, pokopani v kapeli, so bili Kazimirjev brat Aleksander Jagelon in dve ženi Kazimirjevega nečaka Sigismunda II. Avgusta. Kot je Kazimirjev kult naraščal in je papež leta 1602 odobril  njegov praznik, so njegove posmrtne ostanke maja 1604 odnesli iz kripte in povzdignili k oltarju. Stara majhna kapela ni ustrezala novi funkciji hrambe relikvij svetnika, prostora za novo kapelo ni bilo mogoče najti, dokler se škof Wołłowicz februarja 1624 ni dogovoril, da bo zamenjal svojo kapelo s kraljevo. Stara Wołłowiczeva kapela je bila porušena in začela se je gradnja nove kapele svetega Kazimirja. Kralj Sigismund III. Vasa je financiral gradnjo in za načrt kapele najel italijanskega arhitekta Costanteja Tencallo. Gradnja je bila končana leta 1636, relikvije pa so štirje škofi slovesno prenesli v novo kapelo 14. avgusta 1634.

## Triroki sv. Kazimir
Triroki sv. Kazimir je slika sv. Kazimirja anonimnega slikarja, ki visi nad njegovim srebrnim sarkofagom v kapeli. Na njem je Kazimir s tremi rokami (ima dve desnici, ki držita lilijo) in velja za čudežnega. Legenda pravi, da je slikar želel spremeniti kompozicijo in naslikal drugo desno roko, prve desnice pa ni mogel prekriti - pojavljala se je spet. Legendo je prvič zapisal Bernhard Leopold Tanner leta 1689. Vendar pa je študija slike pod UV svetlobo in rentgenskim žarkom med restavratorskimi deli v letih 1982–1985 pokazala, da sta bili obe roki naslikani hkrati in ni dokazov o poskusih, da bi se ena od njih prekrila. Tri roke je nenavaden motiv v verski umetnosti. Povilas Rėklaitis je kot možen navdih navedel primer Trojeručica, ikone vzhodne pravoslavne cerkve. Tri roke so edinstvene za to sliko svetega Kazimirja. Medtem ko je lik svetega Kazimirja večkrat kopiran, imajo kopije le dve roki.
Naslikana je na tanko leseno tablo velikosti 45 x 75 centimetrov. Celotna kompozicija je zelo podobna lesorezu, ki ga je objavil papežev legat Zacharias Ferreri v Kazimirjevi prvi hagiografiji leta 1521. Glavne razlike so v tretji roki in v tem, da je lesorez postavljen na prostem, medtem ko je slika postavljena v zaprtih prostorih. Verjamejo, da sta bili lesorez in slika zaključeni približno istočasno na podlagi izgubljenega originala. Verjetno je bil ta izgubljeni original portret, dokončan, medtem ko je bil Kazimir še živ, a izgubljen med požarom v stolnici v Vilni leta 1530. Slika je nastala leta 1594, kar dokazuje napis v renesančni kartuši na dnu, ki navaja vrstico iz psalma 92: Pravični bo cvetel kot palma: v Libanonu bo zrasel kot cedra. Verjetno iz tega časa je originalni obesek, ki ga nosi Kazimir in je upodabljal Madonno z otrokom, zamenjal red zlatega runa. Sveti Kazimir ukaza ni prejel in je bil verjetno dodan, da bi pomiril kralja Sigismunda III. Vaso.  Naročilo je prisotno tudi v kartuši zunaj kapele, ki beleži podatke o njegovem zaključku leta 1636.

## Poslikave
Kapela ima dve freski florentinskega umetnika Michelangela Pallonija, dokončani med restavratorskimi deli leta 1692.
Odprtje krste sv. Kazimirja meri 285 krat 402 cm in krasi vzhodno steno. Prikazuje odprtje krste sv. Kazimirja 16. avgusta 1604 med njegovim kanonizacijskim postopkom. Telo v krsti je bilo nedotaknjeno, 120 let po pokopu. Svetnik je oblečen v dolgo rdečo haljo, okrašeno s krznom hermelina in vojvodsko krono. Škof Benedykt Woyna, ki je pisal v Rim o čudovitem vonju po dvigu pokrova, je dvignil roke v nebo v slavo Gospodu. Na čelu svetnika kleči Gregorius Swiecicki, kanonik v stolnici v Vilni, ki mu je bil zaupan Kazimirjev postopek kanonizacije. Jan Kazimierz Sapieha, ki je naročil sliko, stoji na desni; Devica Marija in sveti Peter, oblečena v takratna oblačila, stojita na levi. Okoli njih so duhovniki z dolgimi svečami v rokah.
Vstajenje Uršule meri 295 krat 402 cm krasi zahodno steno. Prikazuje prvi znani čudež sv. Kazimira. Po smrti mlade deklice Uršule je njen oče odšel k prinčevi krsti, da bi molil zanjo in deklica je čudežno vstala. Umetnik spretno prikazuje presenečenje in začudenje očeta, drugih sorodnikov in duhovščine.

## Kipi vladarjev
V kapeli je osem skulptur vladarjev, ki stojijo v marmornatih nišah na štirih vogalih. S približno 2,2 m višine so skulpture višje od naravne velikosti. Izrezljane so iz lesa in prevlečene s srebrom. Izrezljane so bile s posebno pozornostjo na individualizirane podrobnosti: lastnosti moči, oblačila, detajli obraza, kretnje rok in poze (nekoliko so obrnjeni v levo ali desno, da se bolje soočijo z glavnim oltarjem). Avtor, datum nastanka in identiteta slik niso znani in o njih lahko ugibajo umetnostni zgodovinarji.
Kapela je prvotno imela osem skulptur iz čistega srebra, ki so v višino merile približno 1 m in so bile stopljene med Potopom (1655–1660), vendar so stale v glavnem oltarju. Marmorne niše so bile verjetno ustvarjene v 1620-ih ali 1630-ih, vendar ni nobene omembe, da bi vsebovale skulpture do leta 1737, ko je v inventarju naštetih osem lesenih skulptur kraljev in cesarjev. Po besedah Marije Matušakaitė so skulpture poznobaročnega sloga in bi morale biti datirane v drugo četrtino 18. stoletja. Prve trditve, da skulpture upodabljajo poljske kralje, so bile zabeležene v poročilu o kanonični vizitaciji iz leta 1828 in v knjigi o zgodovini Vilne iz leta 1835 Michała Balińskega. Ta teorija o jagelonskih kraljih je postala priljubljena in leta 1878 so z zlatimi črkami zapisali imena: Władysław II. Jagiełło (Jogaila) (vladal 1386–1434), Władysław iz Varne (1434–1444), Kazimir IV. Jagiellon (1447– 1492), sveti Kazimir, Janez I. Albert (1492–1501), Aleksander Jagelon (1501–1506), Sigismund I. Starejši (1507–1548) in Sigismund II. Avgust (1548–1572). V nekem trenutku je litovski zgodovinopisec Władysława iz Varne zamenjal z Władysław IV. Vasa (1632–1648). Zapisi so od takrat izginili, vendar so ta imena pogosto navedena.
Vsi raziskovalci se ne strinjajo s tradicionalno identifikacijo. Že leta 1840 je Józef Ignacy Kraszewski predlagal, da skulpture upodabljajo kraljeve svetnike, vendar skulpture nimajo simbolov ali atributov svetništva. Skulpture so preveč podrobne in personalizirane, da bi upodabljale abstraktne kralje ali svetnike. Matušakaitė je predlagal, da ena od skulptur prikazuje Vitavtasa, velikega kneza Litve (1392–1430), ne pa Varšavskega Vladasa ali Vladislava Vasa. Mindaugas Paknys je opozoril, da dve skulpturi nosita cesarske krone (drugi raziskovalci so jih imeli za velike vojvodske kape, ker so si vizualno zelo podobni)  in predlagal, da upodabljajo Kazimirjevega dedka Albrehta II. Nemškega, svetega rimskega cesarja, ki je vzgajal osirotelo Kazimirjevo mater. Po Paknyjevih besedah je na ostalih šestih skulpturah prikazana Kazimirjeva ožja družina: dedek Władysław Jagiełło, oče Kazimir in bratje Vladislav, Janez Albert, Aleksander in Sigismund.

## Galerija
- Zunanjost kapele
- Vrata v kapelo iz notranjosti katedrale leta 1912, avtor Józef Bałzukiewicz